# Richard Gyptner
Richard Gyptner (Hamburg, 3 d'abril de 1901 - Berlín Oriental, 2 de desembre de 1972) va ser un polític comunista alemany, que va exercir com a diplomàtic de la República Democràtica Alemanya en diverses ambaixades.

## Trajectòria
Després de graduar-se en una escola pública d'Hamburg, es va formar en una botiga d'electricitat i després es va unir a l'Associació de Funcionaris Alemanys (Verband Deutscher Handlungsgehilfen).
El 1919, va ser un dels membres fundadors del Partit Comunista d'Alemanya (KPD) a Hamburg. El 1920 es va convertir en el primer president de la Lliga dels Joves Comunistes d'Alemanya (KJVD). Entre 1922 i 1928 va ser membre del comitè executiu de la Internacional Juvenil Comunista. El 1929 es va convertir en el secretari de Gueorgui Dimitrov a la Tercera Internacional. El 1933 va anar a París i va treballar a l'oficina del Socors Roig Internacional de Willi Münzenberg com a representant de la Tercera Internacional. El 1935 va viatjar a l'URSS, on va treballar com a editor en cap de l'emissora Freies Deutschland de Moscou.
El 30 d'abril de 1945 va tornar a Alemanya com a membre del Grup Ulbricht i el juny de 1945 es va convertir en secretari del comitè central del Partit Comunista d'Alemanya. Després de la fundació del Partit Socialista Unificat d'Alemanya (SED), l'abril de 1946, es va convertir en un dels dos secretaris de l'executiva del partit. Entre març de 1949 i maig de 1950 va ser vicepresident de la Policia Popular Alemanya de Berlín Oriental i va ocupar un càrrec de lideratge al Departament d'Informació Política.
El febrer de 1953 va passar a treballar al Ministeri d'Afers Exteriors de la República Democràtica Alemanya, on va dirigir diversos departaments principals i, més tard, es va convertir en ambaixador. Va proposar la creació d'un centre de desenvolupament i de reconeixement, amb Rudolf Engel com a president i Herbert Gute com a adjunt, i va nomenar una comissió de gestió de cinc persones. Gyptner va dirigir el departament d'Afers estrangers capitalistes (Kapitalistisches Ausland) al Ministeri d'Afers Exteriors.
Des de 1954 va ser membre, i més tard president honorari, de la Lliga de les Nacions Unides de la República Democràtica Alemanya. De novembre de 1955 a 1958 va ser ambaixador a la República Popular de la Xina, de 1958 a 1961 plenipotenciari del govern comunista alemany als estats àrabs al Caire i de març de 1961 a abril de 1963 ambaixador a la República Popular de Polònia. El 1964 es va jubilar amb una pensió estatal. Va morir el 2 de desembre de 1972 a Berlín Oriental i se'l va enterrar al cementiri central de Friedrichsfelde de la mateixa ciutat.

## Premis i reconeixements
- 1955 - Orde del Mèrit Patriòtic (Plata, 2a classe)
- 1957 - Medalla Ernst Moritz Arndt
- 1960 – Bandera del Treball
- 1961 - Orde del Mèrit Patriòtic (Or, 1a classe)
- 1965 - Orde de Karl Marx